# Liste der Flughäfen in Eritrea
Die Liste der Flughäfen in Eritrea umfasst eine Auflistung der Flughäfen und -plätze in Eritrea.
Obwohl es im Land einige Flughäfen und Flugplätze gibt, existiert kein oder nur sehr eingeschränkter Flugverkehr innerhalb des Landes. Für den internationalen Verkehr dagegen ist der Flughafen der Hauptstadt Asmara sehr wichtig, da die Landgrenzen zu den Nachbarstaaten aufgrund der angespannten Beziehungen oder wegen Krisen und Kriegen oft jahrelang geschlossen sind.

## Flughäfen und Flugplätze
| Ort              | Name des Flughafens | IATA-Code | ICAO-Code | Nutzung                                     |
| ---------------- | ------------------- | --------- | --------- | ------------------------------------------- |
| Asmara           | Flughafen Asmara    | ASM       | HHAS      | wichtigster internationaler Flughafen       |
| Massaua          | Flughafen Massaua   | MSW       | HHMS      | internationaler Flughafen, nicht in Betrieb |
| Assab            | Flughafen Assab     | ASA       | HHSB      | internationaler Flughafen                   |
| Tesseney         | Flugplatz Tesseney  | TES       | HHTS      | nicht in Betrieb                            |
| Agordat          | Flugplatz Agordat   | –         | HHAG      | nicht in Betrieb                            |
| Barentu          | Flugplatz Barentu   | –         | HHBA      | nicht in Betrieb                            |
| Militärcamp Sawa |                     | –         | –         | militärische Nutzung                        |